# How to Date a Feminist
How to Date a Feminist ist ein Theaterstück der britischen Autorin Samantha Ellis von 2016.
In London am Arcola Theatre von Matthew Lloyd uraufgeführt, spielten Tom Berish und Sarah Daykin die sechs Rollen der Komödie.
Seine deutschsprachige Erstaufführung hatte das Stück am 15. Dezember 2018 am Badischen Staatstheater Karlsruhe.
Auch hier spielen zwei Schauspieler (Tom Gramenz, Lucie Emons) alle sechs Rollen.

## Inhalt
Steve, Sohn der Politaktivistin Morag, ist der feministische Titelheld. Als er zum ersten Mal der Journalistin Kate begegnet, beginnt er sich für das Patriarchat zu entschuldigen. Sie allerdings, Tochter des religiösen und konservativen Joe, steht auf Mistkerle wie Heathcliff, den Antihelden aus Emily Brontës Sturmhöhe. Schließlich bittet sie Steve vorerst nur, ihren Exfreund Ross eifersüchtig zu machen. Und auch Steve hat noch eine Ex-Freundin, die Bildhauerein Carina. Die beiden stoßen auf Widerstände bei Morag und Joe. Sie kommen sich näher, doch bereits 90 Minuten nach der Eheschließung ist Schluss mit den beiden. Denn sie kommen nicht damit klar, dass nun auch Joe und Morag etwas miteinander haben. Carina will schließlich Steve zurückgewinnen und es steht eine erneute Hochzeit an.

## Deutschsprachige Erstaufführung
Darsteller:
Tom Gramenz (Steve, Joe, Ross), Lucie Emons (Kate, Morag, Carina)
Regie: Jenny Regnet, Bühne: Anne Horny, Kostüme: Jamil Sumiri, Musikalische Leitung & Komposition: Felix Kusser, Dramaturgie: Nele Lindemann
Premiere: 12. Dezember 2018, Badisches Staatstheater Karlsruhe.
Übersetzung: Silke Pfeiffer

### Inszenierung
Wie im Original werden die sechs Rollen in fliegendem Wechsel von zwei Akteuren gespielt. Die Karlsruher Inszenierung konzentriert sich neben dem Abstreifen der Attitüden der beiden Helden auf die Prägung durch die Eltern, die wie Steve und Kate von ihren Partnern verlassen wurden.
Die musikalisch eingeleiteten Umzüge zeigen plötzlich Steve und Kate, die sich spielerisch sträuben, zu den eigenen Eltern zu werden. Sie flüchten aus dem schmalen grünen Garten in den Saal und stülpen sich die Verzerrungen über: Kates jüdischer Vater Joe tritt zuerst als ein großer Oberkörper-Karton mit Hosenträgern auf, Steves feministische Mama Morag als gelbe Raupe in einem gelben Wollschlauch (Kostüme: Jamil Sumiri), die den Sohn fast verschlingt im grünen Salatgarten (Bühne: Anne Horny).
Zu den musikalischen Themen vor allem der Elternfiguren (Musikalische Leitung und Komposition: Felix Kusser) entpuppen diese sich langsam in Metamorphosen: die gesichtslose gelbe Raupe mit großem Maul wird ein gelber Pullover und dann ein Schal, den Morag trägt. Und auch der Karton schrumpft, um einem zum echten Joe herauswachsenden Schauspieler mehr Raum zu geben.
So gelingt es dem Konzept, mit den Erwartungen der Zuschauer zu spielen. Schließlich wiederholt Morag nach der den an ihren Sohn gerichteten Satz, sie sei seine beste Freundin, mit lauter irrer Penetranz an einzelne Zuschauer: „seine beste Freundin, seine beste Freundin“. Mit bizarren Einfällen entwickelt sich die eigentliche romantische Komödie mit den sich immer mehr steigernden Brüchen zu einem Bruch mit dem Genre des Edelboulevards. Im Finale häuten sich die beiden Schauspieler in überschlagend schnellem Tempo von Figur zu Figur. Und auch das konventionelle Happy End wird durch die Schlussmusik in Frage gestellt.

### Kritiken
Sämtliche Rollen sind für zwei Schauspieler konzipiert. Hierzu schrieb A Younger Theatre: "Berish ist besonders beeindruckend in seiner Verwandlung in Joe, so sehr, dass das Publikum vergisst, dass er einmal den liberalen, sensiblen Steve porträtierte und nur an die konservative Vaterfigur denken kann, die sie vor sich sehen. Dieser Multi-Rollenwechsel ist auch besonders bemerkenswert in einem Kulminationskampf, in dem die Schauspieler ständig zwischen den Charakteren schwanken. Ihre Körperlichkeit und ihre Akzente ändern sich sofort, so dass das Publikum leicht erkennen kann, welche Person spricht."
"Die Gegensätze vergrößern sich ins Groteske in Gestalt von seiner Mutter und ihrem Vater. Die Super-Emanze (lebte in einem Frauen-Camp gegen den Atomkrieg) und der Chauvi-Einwanderer (auch noch religiös) sind so überzeichnet, dass selbst die zwei Darsteller vor den Rollen anfangs buchstäblich davonrennen. […] Das ist so schrill, aber dann merkt man nach einem Drittel, das die Regisseurin einfach nur clever mit den Erwartungen gespielt hat. Mit jedem Kostümwechsel hin zu einem weiteren Auftritt der beiden Elternteile schrumpfen deren Klischee-Insignien und das Gehabe zusammen. Auch die beiden Hauptfiguren sprechen anfangs viel stärker parolenhaft ins Publikum. Im weiteren Verlauf vermenschlichen sie zueinander zugewandten Wesen. Man beginnt, aus dem komödiantischen Lärm ein Knistern zwischen den beiden herauszuhören. Die Schauspieler Emons und Gramenz streifen die Attitüden ab, Schicht für Schicht, ohne plakative Schlüsselmomente. […] Die Musikauswahl besticht mit liebevollen Details: Als die Frau dem Mann anfangs beibringt, bitchy zu tanzen, läuft 'I like it' von Fake Blood, ein Song, in dessen Musikvideo ein Makeover im Desaster endet. Das steht sinnbildlich für Stück und Inszenierung. Die Figuren wollen zunächst einem Konzept entsprechen, aber schließlich ändern sie sich, um das zu erreichen, was sie wirklich wollen: Zusammensein trotz unterschiedlicher Prägungen." (Nachtkritik)
"Ellis bedient auf der Handlungsebene scheinbar die Formen des Edelboulevards, arbeitet mit vielen Klischees, die gleich wieder gebrochen werden. Kate und Steve sind zwei reflektierte Charaktere, die immer wieder in Situationen geraten, die sie überfordern, weil sie mit ihren Denkschubladen kollidieren. Man kann es auch eine aberwitzige Konstruktion nennen, eine Maschine, die sich erst einmal auf hohen Touren überdrehen muss, um am Ende ins richtige Gleis zu geraten. Aber Ellis treibt diesen Aberwitz noch weiter voran, in dem sie einen Spieler und eine Spielerin alle sechs Rollen spielen lässt, also Kate, Carina und Morag, die Mutter von Steve, und Steve, Ross und Joe, den Vater von Kate. Die Rollenwechsel gehen Schlag auf Schlag. Zum Ende hin wird auch hier das Tempo erhöht, zum Schluss gar ohne einen Kostümwechsel. […] Ein Gespür für Timing und Tempo. Wie das Kostüm von Joe inszeniert wird, ist dafür exemplarisch: beim ersten Auftritt ein überdimensioniertes Kartonkostüm, beim zweiten Auftritt ein geschrumpftes und beim dritten dann normal am Körper. Deutlicher kann in dieser Abfolge nicht das Schrumpfen des Über-Ichs von Kate demonstriert werden. […] Mit Lucie Emons und Tom Gramenz entwickelt Jenny Regnet eine gelungene Inszenierung, dabei wird oft direkter Kontakt zum Publikum gesucht und an einigen Stellen auch im Zuschauerraum gespielt. Lucie Emons spielt ihre Rollen trotz aller Eloquenz mit erfrischender Naivität, die Verwandlungen sind genau gesetzt. Tom Gramenz ist ein komödiantisches Talent, das mit ungeheurer Lust in seine Rollen einsteigt." (Die deutsche Bühne)